# Saint-Astier, Dordogne
Saint-Astier là một xã của Pháp, nằm ở tỉnh Dordogne trong vùng Aquitaine của Pháp.
Người dân địa phương trong tiếng Pháp gọi là Astériens.

## Thông tin nhân khẩu
| Năm    | 1800  | 1831  | 1866  | 1901  | 1936  | 1962  | 1968  | 1975  | 1982  | 1990  | 1999  | 2004  |
| ------ | ----- | ----- | ----- | ----- | ----- | ----- | ----- | ----- | ----- | ----- | ----- | ----- |
| Dân số | 1 985 | 2 546 | 2 913 | 2 942 | 3 073 | 4 256 | 4 052 | 4 093 | 4 416 | 4 780 | 5 098 | 5 024 |